# Marpissa linzhiensis
Marpissa linzhiensis är en spindelart som beskrevs av Hu 200. Marpissa linzhiensis ingår i släktet Marpissa och familjen hoppspindlar. Inga underarter finns listade i Catalogue of Life.